# Język tongwe
Język tongwe – język z rodziny bantu, używany w Tanzanii, w 1972 roku liczba mówiących wynosiła ok. 8 tys.